# Schmidt-Bleibtreu-Straße 22 (Mönchengladbach)

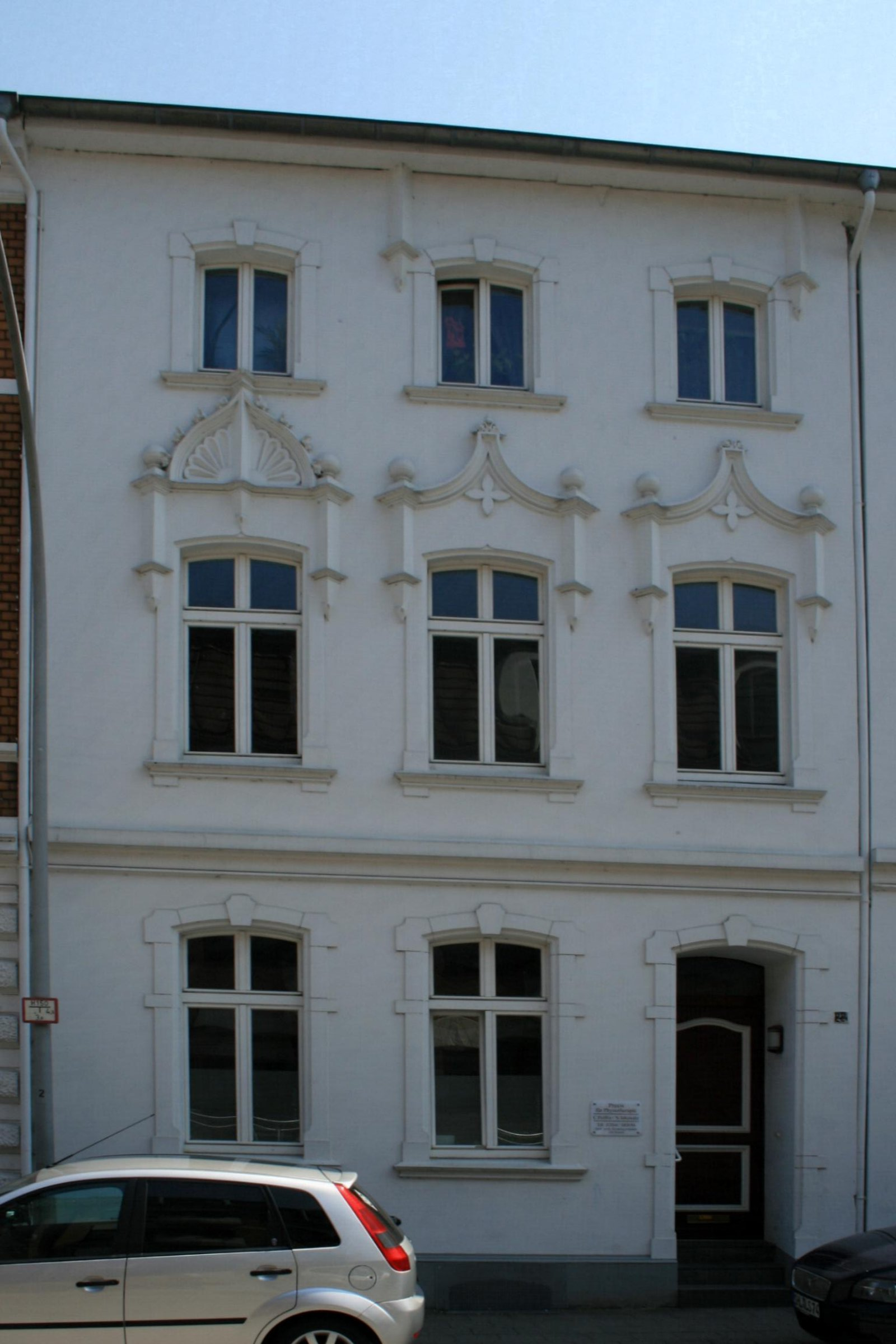
Wohnhaus

Das Wohnhaus Schmidt-Bleibtreu-Straße 22 steht im Stadtteil Odenkirchen in Mönchengladbach (Nordrhein-Westfalen).
Das Gebäude wurde um die Jahrhundertwende erbaut. Es ist unter Nr. S 015 am 15. Dezember 1987 in die Denkmalliste der Stadt Mönchengladbach eingetragen worden.

## Architektur
Die Schmidt-Bleibtreu-Straße liegt im Stadtteil Odenkirchen und besteht zum Großteil aus historischer Bebauung. Es handelt sich um ein dreigeschossiges Dreifensterhaus aus der Zeit der Jahrhundertwende mit einem flachgeneigten Satteldach. Das Objekt ist aufgrund seines Standortes und als charakteristisches Exemplar schützenswert.